# Gmina Štitar
Gmina Štitar (chorw. Općina Štitar) – gmina w Chorwacji, w żupanii vukowarsko-srijemskiej. W 2011 roku liczyła  2129 mieszkańców.